# Hemignathus hanapepe
Il nukupuu di Kauai o, più correttamente, nuku-puʻu di Kauai (Hemignathus hanapepe Wilson, 1889) è un uccello passeriforme della famiglia Fringillidae.

## Etimologia
Il nome scientifico di questi uccelli, hanapepe, deriva dall'omonimo villaggio hawaiiano su Kauai dove ebbe luogo la spedizione che portò alla descrizione scientifica della specie, mentre il loro Nome comune, nukupuʻu, deriva dall'unione delle parole hawaiiane nuku ("becco") e puʻu ("collinetta"), in riferimento al becco ricurvo.

## Descrizione

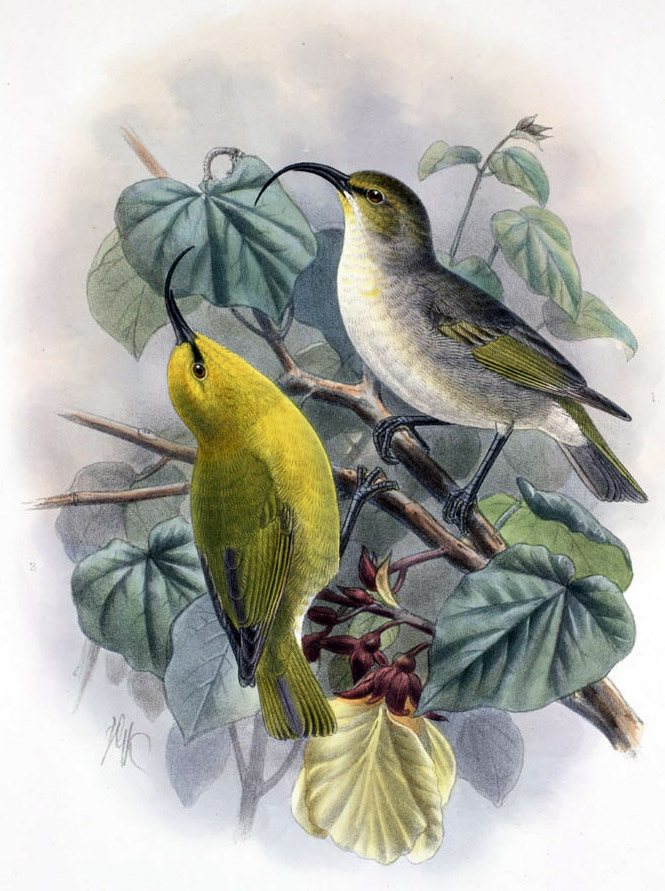
Illustrazione di una coppia a cura di Keulemans: maschio a sin.

### Dimensioni
Misura circa 14–15 cm di lunghezza, per un peso di 27 g.

### Aspetto
Si trata di uccelli dall'aspetto robusto e paffuto, vagamente simile a quello di un crociere, con doca squadrata e zampe forti: caratteristica di questi uccelli è il peculiare becco asimmetrico, con parte superiore sottile e ricurva, lunga circa il doppio rispetto a quella inferiore, che è dritta e appuntita.

Il piumaggio presenta dimorfismo sessuale, in quanto i maschi sono gialli su tutto il corpo, con tendenza della colorazione a virare decisamente verso il verde oliva su ali, dorso e coda (le remiganti primarie e la coda sono ancora più scure e quasi nerastre) e sottocoda bianco, mentre nelle femmine il giallo si limita alla zona golare e il verde oliva alle remiganti, al codione e alla testa, mentre petto e ventre sono bianchi e l'area dorsale è grigia: in ambo i sessi è presente una mascherina nera fra i lati del becco e gli occhi, che sono di colore bruno scuro con cerchio perioculare nero, così come neri sono il becco e le zampe.

## Biologia
Si tratta di uccelli dalle abitudini diurne, che vivono da soli o in coppie e passano la maggior parte del tempo percorrendo rami e tronchi alla ricerca di cibo, tenendosi in contatto fra loro mediante continui richiami cinguettanti formati da due note.

### Alimentazione
Il nukupuu di Kauai è un uccello essenzialmente insettivoro, che si nutre perlopiù di larve d'insetto e ragni che reperisce sondando le fessure di tronchi e cortecce e gli ammassi di epifite e licheni con la parte superiore ricurva del becco, mettendo poi le prede allo scoperto mediante la parte inferiore del becco utilizzata a mo' di scalpello ed estraendole dalle proprie tane utilizzando nuovamente la porzione uncinata superiore. Fra gli alberi maggiormente frequentati da questi uccelli per ricercare il cibo, vi sono quelli di koa, ohia lehua ed Elaeocarpus.

### Riproduzione
Non esistono osservazioni dirette della riproduzione di questa specie: tuttavia, essendo questo evento molto conservativo in tutti i drepanidini, si ritiene che essa non differisca significativamente per modalità e tempistiche rispetto a quello delle altre specie affini, che sono monogame e depongono due uova in un nido a coppa, collaborando nell'allevamento della prole.

## Distribuzione e habitat
Come intuibile dal nome comune, il nukupuu di Kauai è endemico dell'isola hawaiiana di Kauai, della quale abita le aree di foresta primaria montana a predominanza di koa e ohia lehua nella porzione montuosa centro-settentrionale dell'isola.

## Conservazione
Questi uccelli venivano descritti dagli osservatori europei come piuttosto comuni nel loro pur ristretto areale fino alla fine del XIX secolo: fin dai primi del '900, tuttavia, il nukupuu di Kauai è diventato sempre più raro, a causa dell'azione combinata della distruzione dell'habitat, dell'introduzione di predatori e soprattutto della diffusione di malattie a causa delle zanzare, alle quali tutti i drepanidini si sono dimostrati estremamente sensibili e vulnerabili. Come molte specie con esso imparentate, il nukupuu di Kauai, pur divenendo estremamente raro, già dal 1889 è sfuggito all'estinzione rifugiandosi nelle foreste in quota, dove le zanzare non riescono a sopravvivere: tuttavia, il precario equilibrio in cui si trovavano le popolazioni superstiti è stato stravolto dall'uragano Iniki del 1992, che ha devastato Kauai e molto verosimilmente ha decretato l'estinzione della specie, della quale non si avvistano più esemplari dal 1996.